# Tomáš Sagher
Tomáš Sagher (* 13. prosince 1968 Jihlava) je český divadelní herec.
V roce 1990 vystudoval činoherní herectví na Janáčkově akademii múzických umění v Brně. Poté působil jednu sezónu v Státním divadle Brno. Od 1. května 2001 má stálé angažmá v Městském divadle Brno.

## Role vMdB
- Polacek – V jámě lvové
- Rudi – Svět plný andělů
- Mendl – Šumař na střeše
- Jura – Koločava
- Fidel – Čarodějky z Eastwicku
- Psí dečka – Sugar! (Někdo to rád horké)
- Thénardier – Les Misérables (Bídníci)
- Gremio – Zkrocení zlé ženy
- Brophy – Jezinky a bezinky
- García – Zorro
- Teddy Slaughter – Donaha!
- Strýček Fester – The Addams Family
- Mark Webster – Ti druzí
- Bavor – Devět křížů (muzikál)